# Acesso não uniforme a memória
Acesso não-uniforme à memória (em inglês: non-uniform memory access- NUMA  é uma arquitetura para projeto de memória principal de computadores multiprocessados. Nesta arquitetura o acesso à memória executado pelos processadores é não uniforme, o que significa que cada processador terá uma latência diferente ao acessar a memória principal e compartilhada do computador. Essa latência não-uniforme vem do fato de que cada processador ou conjunto de processadores tem os seus bancos de memória local. E o conjunto dessas memórias locais de cada processador forma a memória principal do computador. Quando um processador requisita memória, mas não tem mais espaço em sua memória local, ele pede espaço de memória ao processador vizinho, memória remota. Neste caso, a latência será maior pois a distância física do processador ao banco de memória é maior. 